# Светски дан оргазма
Светски дан оргазма је на глобалном нивоу прихваћен дан који према предлогу оснивача има за циљ да у његовом обележавању учествују мушкарци и жене широм света, а посебно становници земаља у којима доминирају оружани сукоби и катастрофе (у смислу слогана водите љубав а не рат). За прославу овог дана на интернационалном нивоу одређен је 22. децембар, у Бразилу се слави 8. августа, а у другим земљама попут Уједињеног Краљевства, Аустралије и Сједињених Америчких Држава 31. јула.

## Општа разматрања
По систему Уједињених нација — постоји 60 интернационалних празника, а поглед на листу говори да је највише оних који су посвећени здрављу и екологији.
Међународни празници (према званичној формулацији) обележавају се на дан — или недељу, годину, декаду или неки други временски период према грегоријанском календару; служе да привуку пажњу светске јавности на неке важне међународне проблеме, да обележе или промовишу неку идеју. Већину су установили Генерална скупштина УН, Економски и социјални савет, Унеско, Светска здравствена организација.
Постоје и неки необични празници, који нису везани за одређене историјске и друге друштвене догађаје и еминентне организације у свету. Неки од њих су: 12. мај — Међународни дан сестринства, 25. мај — Дан пешкира, 20. јул — Светски дан скока, 19. новембар — Светски дан тоалета, 22. децембар — Светски дан оргазма... Један од необичних је и Светски дан пинхол фотографије, који се обележава последње недеље у априлу.

## Историја
Идеја за обележавање овог дана широм света потекла је од Бразилца, локалног одборника Ариматеја Дантаса. Овај човек је желео да себи драгој особи надокнади неке пропуштене сексуалне фантазије и ускраћене оргазме, па је предложио прославу овог датума у част достизања женског оргазма као сексуалног врхунца. Захваљујући Дантасу празник је тренутно постао један од популарнијих не само у Бразилу него и у многим другим деловима света.

### Чињенице
Један од разлога за увођење Светског дана оргазма на глобалном нивоу биле су чињенице:
- да 58% жена лажира оргазам бар једном у току свог сексуалног живота;
- да 10% мушкараца признаје да није доживело оргазам;
- да оргазам мушкарца траје 4 секунде, а жене 15;
- да неке особе доживљавају оргазме током спавања — ови оргазми нису резултат физичке него психичке стимулације, изазвано избацивање сперме у сну;
- да у организму оргазам сагорева само три калорије, а пут до њега потроши много више.

Без обзира на ове информације, обележавање овог дана има за циљ да укаже — да је секс без оргазма још увек секс. „Добар” секс се, као и „лош”, може завршити са оргазмом или без оргазма; секс без оргазма се и даље сматра сексом. Најважнији део за секс свакако је пристанак на секс и добра комуникација партнера (што често изостаје).
Дакле, за Светски дан оргазма, сматра се да би требало престати с размишљањем о оргазму као најважнијем сексуалном искуству. Оргазам је значајан али траје само неколико секунди, тако да иако треба настојати да се доживи — није све што треба да постоји у сексуалном животу.

## Предности секса са и без оргазма
Здравствене предности секса не огледају се само у пријатном задовољству и тренутном доживљају растерећења полног нагона — оргазму, већ и кроз бројне друге бенефите присутне у организму оба пола а у односу на особу или особе које не воде љубав. Ти бенефити крећу се од смањења нивоа стреса до смањења ризика од карцинома и срчаног удара. Секс има вишеструке здравствене добробити, зато што је у њему истовремено садржано удружено дејство комбинованих вежби за срце и плућа те ослобађање хормона који снижавају стрес и подстичу производњу нових ћелија у мозгу; код жена и побољшање тонус мишића карлице.
Секс такође олакшава везивање између полова и јача осећања интимности међу партнерима. Ова врста повезаности чини организме много топлијим, приснијим, дружељубивијим и опуштенијим, што смањује анксиозност и подстиче здравље путем јачања имунског система и бољег сна.